# Dasyproctus buddha
Dasyproctus buddha (лат.) — вид песочных ос рода Dasyproctus из подсемейства Crabroninae (триба Crabronini).

## Распространение
Встречаются в Ориентальном регионе: Вьетнам, Индия, Индонезия, Китай, Лаос, Малайзия, Мьянма, Пакистан, Сингапур, Филиппины, Таиланд, Тайвань, Шри-Ланка.

## Описание
Осы среднего размера чёрного цвета с жёлтыми отметинами. Длина около 1 см: самки от 12,17 до 13,24 мм; длина переднего крыла около 8 мм (самцы более 100 лет остаются неизвестными). От близких видов отличается следующими признаками: наличник вершинно-медиально скошенный, усечённый или слабо выемчатый; передний киль воротника переднеспинки изгибается к месту прикрепления передних тазиков; пунктировка на голове и мезосоме не очень выражена. Основная окраска тела чёрная со следующими частями, окрашенными в разные цвета: скапус усика жёлтый; мандибула жёлтая с красноватой вершиной; воротничок переднеспинки, за исключением медиальной вырезки и лопасти переднеспинки, жёлтый; спинная треть препектуса жёлтая; подмышечная впадина и щитик спереди жёлтые; передние и средние бёдра коричневые с вентральным и апикальным жёлтым пятном, передние и средние голени жёлтые с коричневой внутренней частью; задние бёдра коричневые; задние голени жёлтые с неровными коричневыми пятнами. Усиковые ямки соприкасаются друг с другом и с внутренними орбитами; скапус двукилевидный. Крыловая возвратная жилка впадает в субмаргинальную ячейку за её серединой; югальная лопасть короче субмедиальной ячейки; брюшко с удлинённо-стебельчатым первым члеником.

## Таксономия
Вид был впервые описан в 1889 году под названием Rhopalum buddha по материалам из Индии (Maharashtra: Pune). В 1890 году включён в состав рода Crabro, а в 1912 году включён в состав рода Dasyproctus.